# Alessandro Faiolhe Amantino
Alessandro Faiolhe Amantino (ɐlə'sɐ̃dru faˈjɔʎi ɐmɐ̃ˈʧinu), meglio noto come Mancini (mɐ̃ˈsinʲi; Belo Horizonte, 1º agosto 1980) è un allenatore di calcio ed ex calciatore brasiliano, di ruolo centrocampista.

## Biografia
Lo pseudonimo "Mancini" nasce come storpiatura di mansinho (in italiano "mansueto"), soprannome che la nonna del giocatore gli aveva dato da piccolo. Successivamente Toninho Cerezo lo ha cambiato in Mancini in onore dell'ex calciatore italiano Roberto Mancini. Ha lontane origini italiane per via di una bisnonna veneta.
Nell'autunno del 2017 ha iniziato a seguire il corso speciale per allenatori UEFA B/UEFA A, che abilita all'allenamento di tutte le formazioni giovanili, alle prime squadre fino alla Serie C, e alla posizione di allenatore in seconda in Serie B e Serie A. Il 15 dicembre consegue la licenza. Il 5 novembre 2018 inizia il corso da allenatore di prima categoria UEFA PRO.

## Carriera

### Club

#### Gli esordi
Mancini inizia la carriera in Brasile con la squadra della sua città natale, l'Atlético Mineiro, dove rimane dal 1997 al 2000 ricoprendo il ruolo di terzino.
Con la squadra di Belo Horizonte ha esordito nel Campeonato Brasileiro Série A nel 1999 e ha vinto due campionati statali.
Nel 2001 viene ceduto in prestito alla Portuguesa e nel mese di marzo al São Caetano, neopromosso in Série A, con cui raggiunge la finale della Série A 2001, persa contro l'Atlético Paranaense.
L'anno seguente ritorna all'Atlético Mineiro in cui si afferma come miglior marcatore della squadra in campionato con 15 reti realizzate, 2 delle quali nella fase finale a eliminazione diretta. Mancini sfiora in quella stagione il podio della classifica cannonieri del Brasileirao, giungendo quinto alle spalle di Rodrigo Fabri, Luis Fabiano, Dimba e Romario.

#### L'arrivo in Italia
Notato nel 2003 dal direttore sportivo della Roma Franco Baldini viene acquistato dai giallorossi e ceduto in prestito in Serie B al Venezia per il resto della stagione.
In laguna l'esterno brasiliano non ha grandi possibilità di mettersi in mostra a causa di un rapporto difficile con l'allora allenatore Gianfranco Bellotto per il suo stile di gioco talvolta inutilmente lezioso e persino per il suo peculiare controllo di palla con l'esterno del piede, poco convenzionale in Italia.
A metà stagione, dopo 13 presenze con il Venezia, Mancini rientra alla Roma.

#### Roma
A Roma il brasiliano ricambia la fiducia datagli da Capello che lo sceglie come uno dei centrocampisti titolari.
In breve tempo Mancini diventa uno dei protagonisti della stagione 2003-2004 dei giallorossi, sostituendo egregiamente Cafu, ceduto in estate al Milan. È protagonista del derby di andata contro la Lazio realizzando un gol di tacco che sblocca il risultato a dieci minuti dal termine e gli vale il soprannome "Il tacco di Dio".
Anche nella travagliata stagione 2004-2005 è titolare con tutti e quattro gli allenatori che si avvicendano sulla panchina giallorossa e nell'estate del 2005 Capello, passato alla Juventus, lo richiede espressamente per rinforzare la squadra torinese. Il trasferimento ai bianconeri però non si concretizza in quanto la società e il neoallenatore Luciano Spalletti lo ritengono pedina fondamentale nello scacchiere giallorosso.
Mancini inizia la stagione 2005-2006 segnando nella prima partita di campionato contro la Reggina, ma successivamente il suo rendimento cala anche a causa di un infortunio. Nella seconda parte della stagione torna a esprimersi su livelli ottimi, segnando il 15 gennaio 2006 il goal decisivo con il quale la Roma batte di misura il Milan di Ancelotti. Dopo la partenza di Cassano, Mancini si integra alla perfezione negli schemi offensivi del 4-2-3-1 di Spalletti ricoprendo indistintamente il ruolo di esterno destro e sinistro e contribuendo alla serie di undici vittorie consecutive della Roma tra la fine del girone d'andata e l'inizio del ritorno con un totale di 18 gol (12 in Serie A, 3 in Champions League e altrettanti in Coppa Italia), record stagionale personale in Italia. Viene talvolta impiegato anche nell'inedito ruolo di centravanti mobile nei mesi successivi all'infortunio di Totti divenendo, insieme a Taddei e Perrotta, una pedina essenziale del gioco di Spalletti basato sugli inserimenti degli incursori negli spazi aperti dal finto nueve.
Nella stagione 2006-2007 vince la Coppa Italia con la maglia giallorossa al termine di una doppia sfida contro l'Inter. Il 6 marzo 2007 segna alla Gerland il goal del 2-0 negli ottavi di Champions League contro il Lione, finalizzando un'azione di contropiede con una serie di doppi passi in area che mettono a sedere il difensore Réveillère e gli permettono di concludere con un sinistro all'incrocio dei pali. Quel goal e quell'impresa in terra francese portano la Roma tra le otto migliori squadre d'Europa 23 anni dopo l'ultima volta.
Il 19 agosto 2007 vince la Supercoppa italiana ai danni dell'Inter di Roberto Mancini. Nella stagione 2007-2008, disputa 46 presenze totali e 13 gol (8 in Serie A, 2 in Champions League e 3 in Coppa Italia), risultando tra i giocatori più impiegati dal tecnico toscano in un'annata che vede la Roma conquistare nuovamente la Coppa Italia e duellare fino all' ultima giornata di campionato con l'Inter campione.

#### Inter

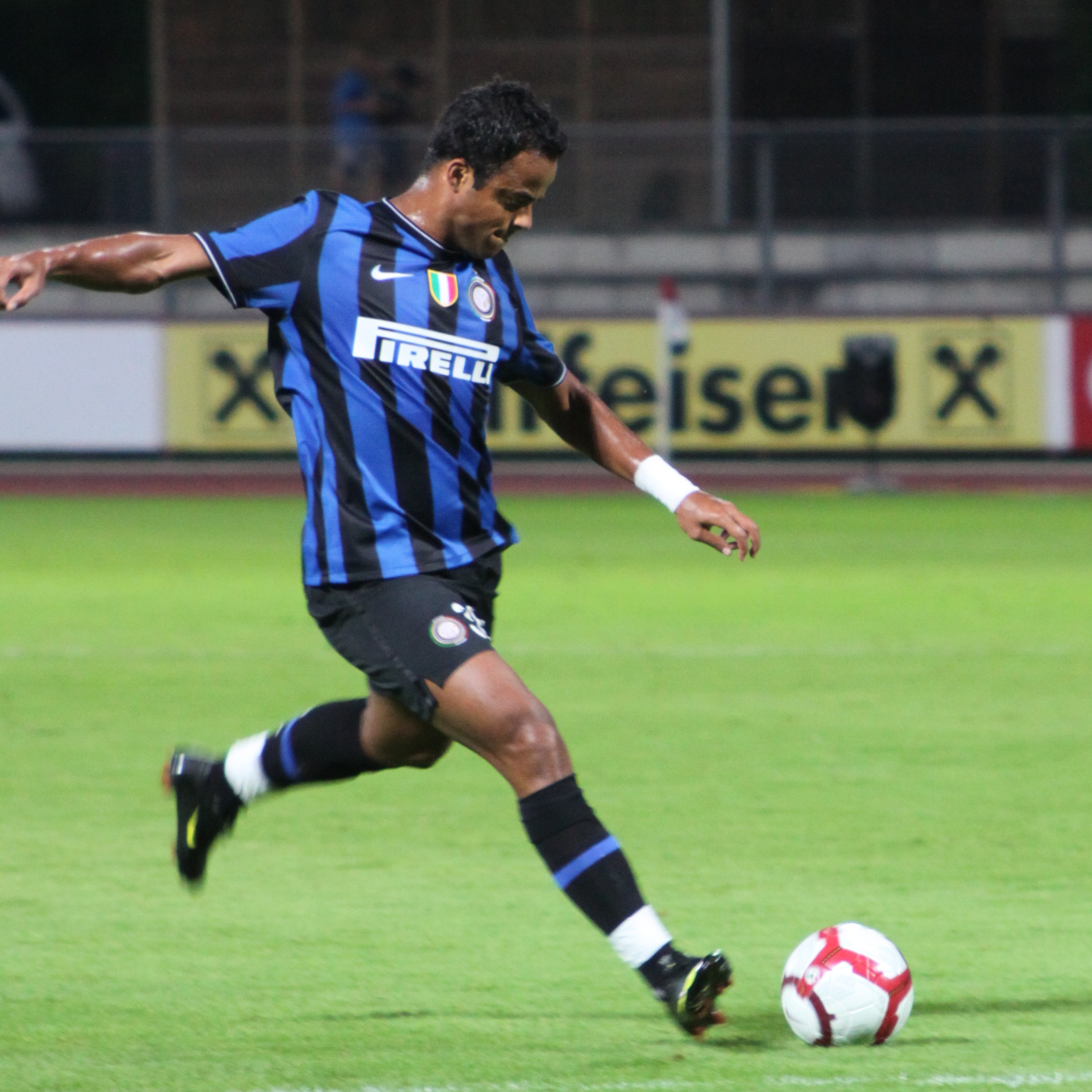
Mancini in azione con l'Inter

Il 15 luglio 2008 l'Inter ufficializza l'acquisto del giocatore dalla Roma per 13 milioni di euro più un compenso massimo di 1,5 milioni di euro correlato alle prestazioni del giocatore, che firma con i nerazzurri con un contratto quadriennale da 3,5 milioni di euro all'anno. Lo stesso giorno viene presentato alla stampa.
L'esterno brasiliano segna la prima rete in maglia nerazzurra il 16 settembre 2008 nella trasferta di Atene in Champions League contro il Panathinaikos, partita terminata 2-0 per i nerazzurri. Nel prosieguo della stagione 2008-2009, però, complice anche il cambio di modulo deciso da Mourinho, non riesce a trovare la continuità, venendo spesso relegato in panchina o in tribuna.
Mancini decide di restare all'Inter anche per la stagione seguente per giocarsi un posto da titolare, ma a metà stagione, poco impiegato da Mourinho, viene ceduto in prestito al Milan durante la sessione invernale di calciomercato.

#### Milan

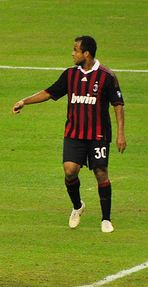
Mancini con la maglia del Milan

Il 1º febbraio 2010 viene ceduto in prestito con diritto di riscatto della comproprietà al Milan, con cui può militare solamente in campionato avendo già disputato con i nerazzurri la partita di Champions League Rubin Kazan-Inter.
Esordisce con la maglia del Milan il 7 febbraio 2010 contro il Bologna. Il 23 giugno 2010 il Milan non riscatta il giocatore che ritorna all'Inter.

#### Ritorno all'Inter e in Brasile
Dopo aver disputato solo due partite ufficiali nella stagione 2010-2011 con la maglia dell'Inter, il 12 gennaio 2011 viene ceduto a titolo definitivo all'Atletico Mineiro, club del campionato brasiliano, tornando quindi 8 anni dopo nella squadra che lo aveva lanciato. A fine 2010 è stato denunciato per violenza sessuale e lesioni personali nei confronti di una giovane brasiliana, conosciuta a Milano durante una festa di Ronaldinho, nella notte tra l'8 e il 9 dicembre 2010. Mancini ha sempre sostenuto che la ragazza fosse consenziente. Non è noto quale sia stato l'esito del giudizio: come riportato dal Corriere della Sera, nel 2019 il casellario giudiziale di Mancini non riportava la condanna, ciò significherebbe che “nei successivi gradi Mancini è stato poi assolto, ma anche che Amantino, da incensurato - nel caso in cui l’esito del secondo grado lo avesse permesso - potrebbe aver beneficiato oltre che della condizionale anche della “non menzione” nel certificato penale”. Segna il primo gol nella sua seconda avventura a Belo Horizonte il 7 aprile 2011 nella vittoria per 7-1 contro l'America-TO nel Campionato Mineiro. Conclude la stagione 2011 con all'attivo 31 presenze e 3 reti tra Campionato Mineiro, Série A, Coppa del Brasile e Coppa Sudamericana.
Nel 2012 vince il Campionato Mineiro, durante il quale disputa 14 partite segnando 3 gol.
Il 21 giugno 2012 passa al Bahia, con cui firma un contratto fino alla fine dell'anno. Esordisce 3 giorni più tardi, il 24 giugno seguente, nella partita di campionato pareggiata 0-0 in casa del Figueirense. Mette a segno il suo primo gol con la maglia della squadra brasiliana il 22 luglio 2012, in occasione della partita casalinga contro il Coritiba terminata sul punteggio di 2-2. Totalizza 16 presenze con il Bahia di cui 15 nel campionato nazionale e una nella Coppa Sudamericana.
Alla fine del 2012 torna all'Atlético Mineiro ma non viene mai impiegato e rescinde il contratto che lo legava alla squadra di Belo Horizonte nell'aprile 2013. Nel novembre del 2013 viene ingaggiato per la stagione successiva dal Villa Nova, squadra della Série D brasiliana. La sua esperienza parte moltobene, segnando, nei primi mesi, 7 reti in 9 partite.
Il 9 aprile 2014, sarà acquistato dall'América-MG con un contratto annuale. Nella sua permanenza al club, totalizzerà 31 presenze mettendo a segno 9 reti.
Il 7 gennaio 2016, dopo esser rimasto svincolato per quasi un anno, tornerà al Villa Nova per un contratto semestrale. Totalizzerà 11 presenze segnando 6 reti nel campionato.
Il 16 maggio 2016, alla fine della stagione, si ritirerà ufficialmente dalle attività calcistiche.

### Nazionale
Con la Nazionale brasiliana Under-20 Mancini ha preso parte al Mondiale di categoria nel 1999 in Nigeria. Durante la competizione, nella quale il Brasile è stato eliminato nei quarti di finale dall'Uruguay, Mancini ha disputato 4 delle 5 partite giocate dai verdeoro segnando un gol nell'ultima partita della fase a gironi contro lo Zambia.
Tra il 1999 e il 2000 ha disputato 9 partite con la Nazionale olimpica, partecipando anche al torneo Pre-Olimpico CONMEBOL.
Il 28 aprile 2004 ha esordito nella Nazionale maggiore a Budapest in amichevole contro Ungheria (4-1 per la Seleção). Con la Nazionale brasiliana ha vinto la Coppa America del 2004, nella quale ha disputato 2 partite della fase a gironi.
In totale, dal 2004 al 2008, Mancini ha giocato 6 partite ufficiali con il Brasile e un'amichevole non ufficiale contro la Catalogna.

### Allenatore
Nell'autunno del 2017 ha iniziato a seguire il corso speciale per allenatori UEFA B/UEFA A, che abilita all'allenamento di tutte le formazioni giovanili, alle prime squadre fino alla Serie C, e alla posizione di allenatore in seconda in Serie B e Serie A. Il 15 dicembre consegue la licenza. Il 5 novembre 2018 inizia il corso da allenatore di prima categoria UEFA PRO.
Il 7 agosto 2019 viene nominato nuovo tecnico del Foggia, in Serie D, ma il 2 settembre dello stesso anno, a seguito della sconfitta contro il Fasano, rassegna le dimissioni.
Il 1º settembre 2020 diventa il nuovo allenatore del Villa Nova, tornando così nel club con cui concluse la carriera da calciatore.

## Statistiche

### Presenze e reti nei club
| Stagione                | Squadra                 | Campionato              | Campionato | Campionato | Coppe nazionali | Coppe nazionali | Coppe nazionali | Coppe continentali | Coppe continentali | Coppe continentali | Altre coppe | Altre coppe | Altre coppe | Totale | Totale |
| Stagione                | Squadra                 | Comp                    | Pres       | Reti       | Comp            | Pres            | Reti            | Comp               | Pres               | Reti               | Comp        | Pres        | Reti        | Pres   | Reti   |
| ----------------------- | ----------------------- | ----------------------- | ---------- | ---------- | --------------- | --------------- | --------------- | ------------------ | ------------------ | ------------------ | ----------- | ----------- | ----------- | ------ | ------ |
| 1998                    | Atlético Mineiro        | A                       | 0          | 0          | -               | -               | -               | -                  | -                  | -                  | -           | -           | -           | 0      | 0      |
| 1999                    | Atlético Mineiro        | A                       | 15         | 1          | CB              | 2               | 0               | -                  | -                  | -                  | -           | -           | -           | 17     | 1      |
| 2000                    | Atlético Mineiro        | CJH                     | 20         | 0          | CB              | 0               | 0               | -                  | -                  | -                  | -           | -           | -           | 20     | 0      |
| gen.-mar. 2001          | Portuguesa              | A                       | 0          | 0          | -               | -               | -               | -                  | -                  | -                  | -           | -           | -           | 0      | 0      |
| mar.-dic. 2001          | São Caetano             | A                       | 14         | 2          | CB              | 6               | 0               | -                  | -                  | -                  | -           | -           | -           | 20     | 2      |
| 2002                    | Atlético Mineiro        | A                       | 25         | 15         | CB              | 7               | 0               | -                  | -                  | -                  | -           | -           | -           | 32     | 15     |
| gen.-giu. 2003          | Venezia                 | B                       | 13         | 0          | -               | -               | -               | -                  | -                  | -                  | -           | -           | -           | 13     | 0      |
| 2003-2004               | Roma                    | A                       | 33         | 8          | CI              | 4               | 1               | CU                 | 8                  | 1                  | -           | -           | -           | 45     | 10     |
| 2004-2005               | Roma                    | A                       | 34         | 4          | CI              | 6               | 1               | UCL                | 5                  | 0                  | -           | -           | -           | 45     | 5      |
| 2005-2006               | Roma                    | A                       | 27         | 12         | CI              | 7               | 3               | CU                 | 7                  | 3                  | -           | -           | -           | 41     | 18     |
| 2006-2007               | Roma                    | A                       | 29         | 8          | CI              | 8               | 3               | UCL                | 7                  | 1                  | SI          | 1           | 1           | 45     | 13     |
| 2007-2008               | Roma                    | A                       | 31         | 8          | CI              | 6               | 3               | UCL                | 9                  | 2                  | SI          | 0           | 0           | 46     | 13     |
| Totale Roma             | Totale Roma             | Totale Roma             | 154        | 40         |                 | 31              | 11              |                    | 36                 | 7                  |             | 1           | 1           | 222    | 59     |
| 2008-2009               | Inter                   | A                       | 20         | 0          | CI              | 2               | 0               | UCL                | 4                  | 1                  | SI          | 1           | 0           | 27     | 1      |
| 2009-feb. 2010          | Inter                   | A                       | 6          | 0          | CI              | 0               | 0               | UCL                | 1                  | 0                  | SI          | 0           | 0           | 7      | 0      |
| feb.-giu. 2010          | Milan                   | A                       | 7          | 0          | -               | -               | -               | -                  | -                  | -                  | -           | -           | -           | 7      | 0      |
| 2010-gen. 2011          | Inter                   | A                       | 2          | 0          | CI              | 0               | 0               | UCL                | 0                  | 0                  | SI+SU+Cmc   | 0           | 0           | 2      | 0      |
| Totale Inter            | Totale Inter            | Totale Inter            | 28         | 0          |                 | 2               | 0               |                    | 5                  | 1                  |             | 1           | 0           | 36     | 1      |
| 2011                    | Atlético Mineiro        | MI/MG+A                 | 12+16      | 2+1        | CB              | 1               | 0               | CS                 | 2                  | 0                  | -           | -           | -           | 31     | 3      |
| gen.-giu. 2012          | Atlético Mineiro        | MI/MG+A                 | 14+3       | 3+0        | CB              | 3               | 2               | -                  | -                  | -                  | -           | -           | -           | 20     | 5      |
| giu.-dic. 2012          | Bahia                   | A                       | 15         | 1          | -               | -               | -               | CS                 | 1                  | 0                  | -           | -           | -           | 16     | 1      |
| gen.-apr. 2013          | Atlético Mineiro        | MI/MG                   | 0          | 0          | -               | -               | -               | CL                 | 0                  | 0                  | -           | -           | -           | 0      | 0      |
| Totale Atlético Mineiro | Totale Atlético Mineiro | Totale Atlético Mineiro | 105        | 22         |                 | 13              | 2               |                    | 2                  | 0                  |             | -           | -           | 120    | 24     |
| 2014                    | Villa Nova              | MI/MG+D                 | 9+0        | 7+0        | CB              | 1               | 1               | -                  | -                  | -                  | -           | -           | -           | 10     | 8      |
| Totale carriera         | Totale carriera         | Totale carriera         | 345        | 72         |                 | 53              | 14              |                    | 44                 | 8                  |             | 2           | 1           | 444    | 95     |

### Cronologia presenze e reti in nazionale
| Cronologia completa delle presenze e delle reti in nazionale ― Brasile | Cronologia completa delle presenze e delle reti in nazionale ― Brasile | Cronologia completa delle presenze e delle reti in nazionale ― Brasile | Cronologia completa delle presenze e delle reti in nazionale ― Brasile | Cronologia completa delle presenze e delle reti in nazionale ― Brasile | Cronologia completa delle presenze e delle reti in nazionale ― Brasile | Cronologia completa delle presenze e delle reti in nazionale ― Brasile | Cronologia completa delle presenze e delle reti in nazionale ― Brasile |
| Data                                                                   | Città                                                                  | In casa                                                                | Risultato                                                              | Ospiti                                                                 | Competizione                                                           | Reti                                                                   | Note                                                                   |
| ---------------------------------------------------------------------- | ---------------------------------------------------------------------- | ---------------------------------------------------------------------- | ---------------------------------------------------------------------- | ---------------------------------------------------------------------- | ---------------------------------------------------------------------- | ---------------------------------------------------------------------- | ---------------------------------------------------------------------- |
| 28-4-2004                                                              | Budapest                                                               | Ungheria                                                               | 1 – 4                                                                  | Brasile                                                                | Amichevole                                                             | -                                                                      | 46’                                                                    |
| 8-7-2004                                                               | Arequipa                                                               | Brasile                                                                | 1 – 0                                                                  | Cile                                                                   | Coppa America 2004 - 1º turno                                          | -                                                                      | 65’ 80’                                                                |
| 11-7-2004                                                              | Arequipa                                                               | Brasile                                                                | 4 – 1                                                                  | Costa Rica                                                             | Coppa America 2004 - 1º turno                                          | -                                                                      |                                                                        |
| 12-10-2008                                                             | San Cristóbal                                                          | Venezuela                                                              | 0 – 4                                                                  | Brasile                                                                | Qual. Mondiali 2010                                                    | -                                                                      | 78’                                                                    |
| 15-10-2008                                                             | Rio de Janeiro                                                         | Brasile                                                                | 0 – 0                                                                  | Colombia                                                               | Qual. Mondiali 2010                                                    | -                                                                      | 57’                                                                    |
| 19-11-2008                                                             | Gama                                                                   | Brasile                                                                | 6 – 2                                                                  | Portogallo                                                             | Amichevole                                                             | -                                                                      | 76’                                                                    |
| Totale                                                                 |                                                                        | Presenze                                                               | 6                                                                      |                                                                        | Reti                                                                   | 0                                                                      |                                                                        |

| 25-5-2004 | Barcellona | Catalogna | 2 – 5 | Brasile | - |
| Totale    | Totale     | Presenze  | 1     | Reti    | 0 |

### Statistiche da allenatore

#### Club
Statistiche aggiornate al 1º settembre 2019.
| Stagione        | Squadra         | Campionato      | Campionato | Campionato | Campionato | Campionato | Coppe nazionali | Coppe nazionali | Coppe nazionali | Coppe nazionali | Coppe nazionali | Coppe continentali | Coppe continentali | Coppe continentali | Coppe continentali | Coppe continentali | Altre coppe | Altre coppe | Altre coppe | Altre coppe | Altre coppe | Totale | Totale | Totale | Totale | % Vittorie | Piazz.        |
| Stagione        | Squadra         | Comp            | G          | V          | N          | P          | Comp            | G               | V               | N               | P               | Comp               | G                  | V                  | N                  | P                  | Comp        | G           | V           | N           | P           | G      | V      | N      | P      | %          | Piazz.        |
| --------------- | --------------- | --------------- | ---------- | ---------- | ---------- | ---------- | --------------- | --------------- | --------------- | --------------- | --------------- | ------------------ | ------------------ | ------------------ | ------------------ | ------------------ | ----------- | ----------- | ----------- | ----------- | ----------- | ------ | ------ | ------ | ------ | ---------- | ------------- |
| ago.-set. 2019  | Foggia          | D               | 1          | 0          | 0          | 1          | CI-D            | 2               | 1               | 1               | 0               | -                  | -                  | -                  | -                  | -                  | -           | -           | -           | -           | -           | 3      | 1      | 1      | 1      | 33,33      | Dimissionario |
| Totale carriera | Totale carriera | Totale carriera | 1          | 0          | 0          | 1          |                 | 2               | 1               | 1               | 0               |                    | -                  | -                  | -                  | -                  |             | -           | -           | -           | -           | 3      | 1      | 1      | 1      | 33,33      |               |

## Palmarès

### Giocatore

#### Club

##### Competizioni statali
- Campionato Mineiro: 3

Atlético Mineiro: 1999, 2000, 2012

##### Competizioni nazionali
- Coppa Italia: 2

Roma: 2006-2007, 2007-2008
- Supercoppa italiana: 3

Roma: 2007
Inter: 2008, 2010
- Campionato italiano: 1

Inter: 2008-2009

#### Nazionale
- Coppa America: 1

Perù 2004

#### Individuale
- Bola de Prata

2002